# 大西洋平 (政治家)
大西 洋平（おおにし ようへい、1978年〈昭和53年〉1月12日 - ）は、日本の政治家。自由民主党所属の衆議院議員（1期）。元江戸川区議会議員（3期）。

## 来歴
大西英男の次男として東京都江戸川区に生まれ、江戸川区立西小松川小学校・江戸川区立松江第二中学校・私立修徳高校・立正大学を卒業し、明治大学専門職大学院ガバナンス研究科（公共政策）の修士課程を修了した。
小・中学校時代は野球、サッカーに打ち込み、高校時代からはラグビーに魅了され、3年時全国大会花園予選東京都大会ベスト8進出、大学１年時にはU19日本代表候補に選出され、4年時には体育会ラグビー部の主将を務めた。（U19代表スコッド同期には元ラグビー日本代表小野澤宏時選手がおり、後に江戸川区で行われたラグビー教室で共演している）
2002年リーグラグビー（13人制ラグビー）日本代表に選出、フィラデルフィアでアメリカ代表とのテストマッチを経験。
キヤノンの販売会社時代は営業キャンペーン3期連続優勝を果たし、社長賞新人賞、社長賞を受賞した。
2006年10月ヘッドハンティング会社を通じ、東急リバブル㈱ソリューション事業部へ転職。引き続き新規顧客開拓業務を担う。（宅地建物取引士資格取得）
サラリーマン生活11年間を経て、小泉敏夫元区議の後継者として2011年、江戸川区議会議員選挙に初当選し、以後3期連続当選。議会運営委員長、区議会自民党幹事長等を歴任した。区議会自民党幹事長時代には悪質な誹謗中傷等を防ぐ「江戸川区インターネット健全利用促進条例」を議員発議により立案・取りまとめ、議会質疑も一手に担い、東京23区初の条例制定に尽力した。
2021年、東京都議会議員選挙に自民党公認で立候補したが、243票差で次点。その後は父である大西英男衆議院議員秘書を務めた。
2024年9月9日、大西英男が党総支部の役員会で政界引退の意向を表明。選考委員会が設置され、書類選考や面接を経て、洋平を擁立する方針が全会一致で決まった。同年10月27日投開票の第50回衆議院議員総選挙では、東京16区から自民党の公認を受け立候補し、初当選した。

## 選挙
| 当落 | 選挙                       | 執行日         | 年齢 | 選挙区         | 政党       | 得票数    | 得票率 | 定数 | 得票順位 /候補者数 | 政党内比例順位 /政党当選者数 |
| ---- | -------------------------- | -------------- | ---- | -------------- | ---------- | --------- | ------ | ---- | ------------------ | ---------------------------- |
| 当   | 2011年江戸川区議会議員選挙 | 2011年4月24日  | 33   | ーー           | 自由民主党 | 8886票    | ーー   | 44   | 2/58               | /                            |
| 当   | 2015年江戸川区議会議員選挙 | 2015年4月26日  | 37   | ーー           | 自由民主党 | 6261票    | ーー   | 44   | 4/58               | /                            |
| 当   | 2019年江戸川区議会議員選挙 | 2019年4月21日  | 41   | ーー           | 自由民主党 | 6298票    | ーー   | 44   | 6/58               | /                            |
| 落   | 2021年東京都議会議員選挙   | 2021年7月4日   | 43   | 江戸川区選挙区 | 自由民主党 | 2万4584票 | ーー   | 5    | 6/12               | /                            |
| 当   | 第50回衆議院議員総選挙     | 2024年10月27日 | 46   | 東京都第16区   | 自由民主党 | 7万1728票 | 37.34% | 1    | 1/5                | /                            |